# Diamante Ojo del Ídolo
El Ojo del Ídolo, también conocido como Ojo de los Ídolos (Idol's Eye o Idols Eye en inglés) es un diamante de Golconda de 70,21 quilates (14,0 g). Tiene un color azul muy claro, y está tallado con nueve facetas principales.

## Historia
Fue encontrado en 1600 en el Sultanato de Golconda, en el sur de la India. Según la leyenda, el diamante fue inicialmente propiedad del príncipe Rahab de Persia, quien se lo entregó a sus acreedores para liquidar sus deudas. El diamante reapareció el 14 de julio de 1865, cuando fue introducido por Christie's en una subasta celebrada en Londres, donde fue comprado por el sultán otomano Abdul Hamid II. Tras la revolución de los Jóvenes Turcos, el Sultanato Otomano fue abolido y Abdul Hamid II debió  exiliarse en París. Junto con otras pertenencias, llevaba un cargamento de joyas imperiales, pero uno de sus sirvientes lo traicionó y las vendió en París el 24 de julio de 1909, tras lo cual el diamante fue adquirido por un aristócrata español. Después de la Segunda Guerra Mundial, fue vendido al joyero estadounidense Harry Winston, y posteriormente adquirido por la filántropa estadounidense May Bonfils Stanton. Tras su fallecimiento en 1962, pasó a manos del joyero de Chicago Harry Levinson en una subasta.
Era propiedad del príncipe de Catar Saud bin Muhammed Al Thani cuando falleció en 2014.